# Pemba (Tanzania)
Pemba is een eiland in de Indische Oceaan ten oosten van de kust van Afrika. Pemba en het zustereiland Unguja (meestal beter bekend als Zanzibar) vormen sinds 1964 gezamenlijk de semi-autonome staat Zanzibar, een onderdeel van de Verenigde Republiek Tanzania.

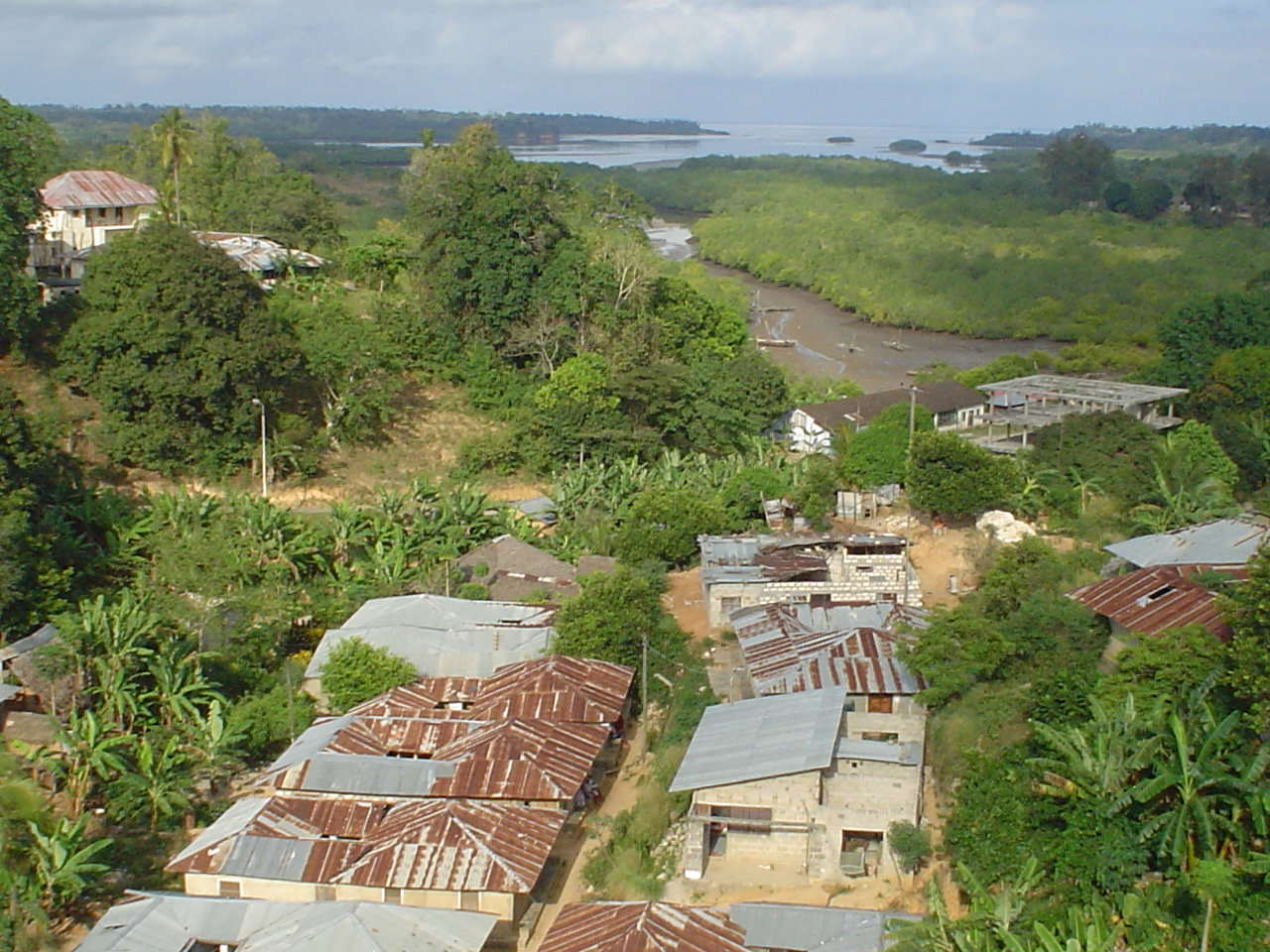
Blik vanuit Chake-Chake over de mangrovebossen naar de Indische Oceaan

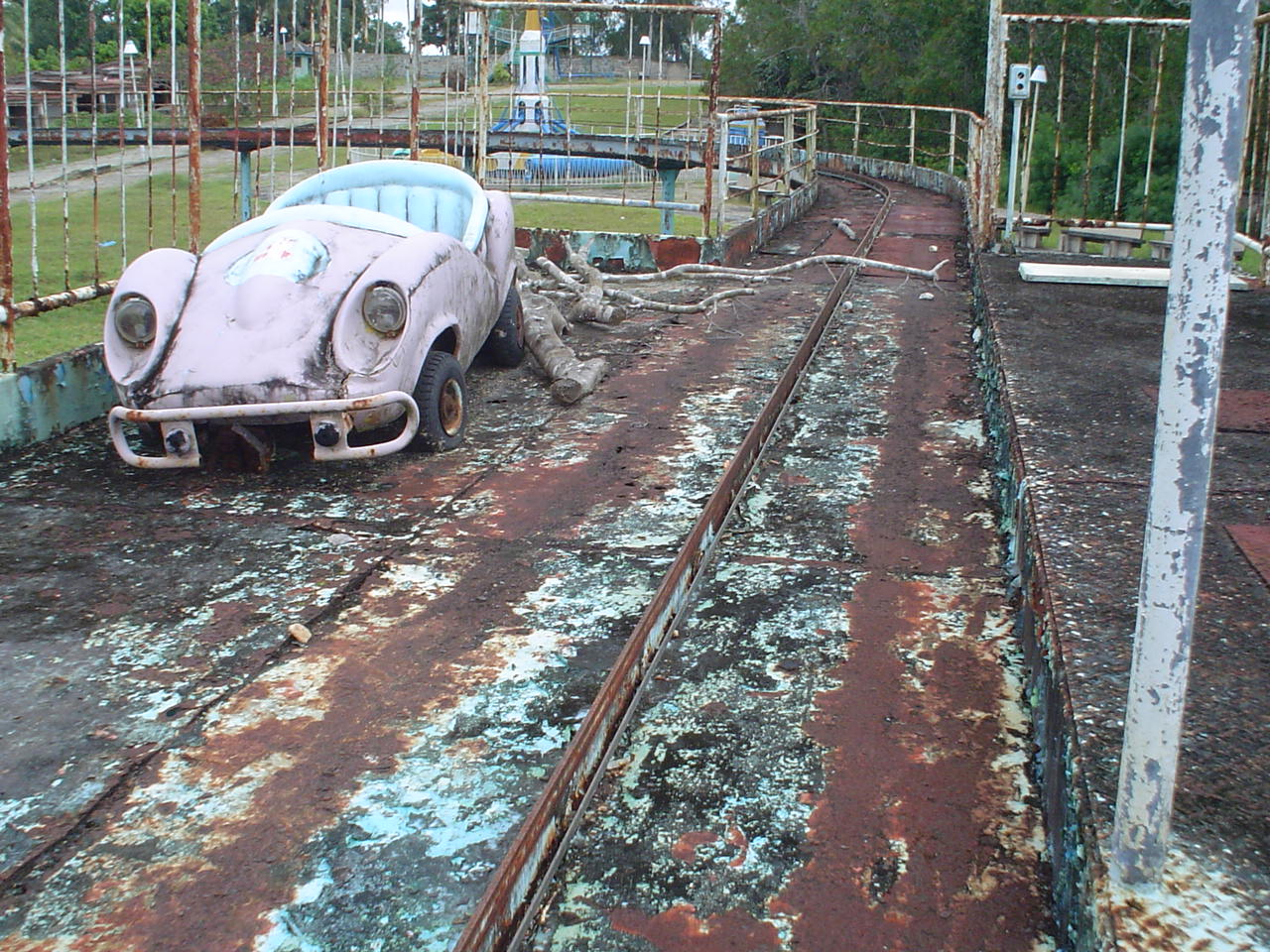
Verwaarloosd pretpark bij Chake-Chake

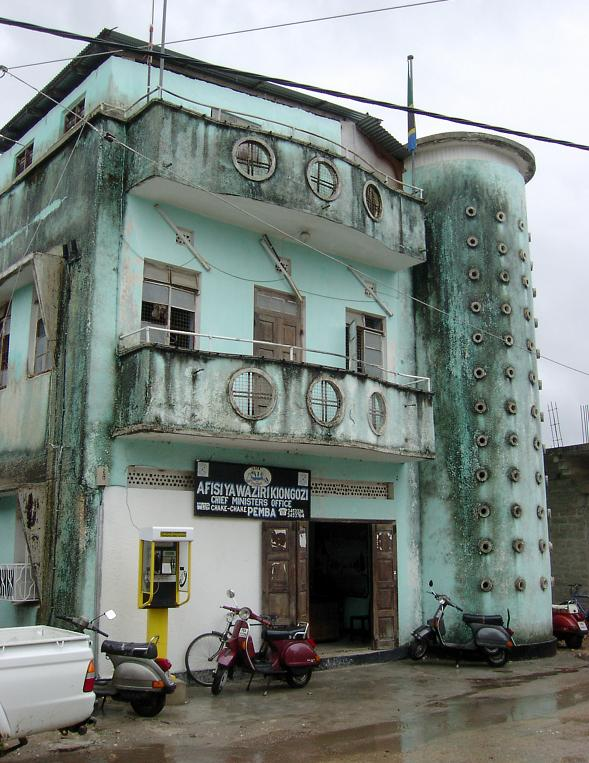
Bijkantoor van de minister-president van de regering van Zanzibar in Chake-Chake. Zijn hoofdkantoor is in Zanzibar-stad.

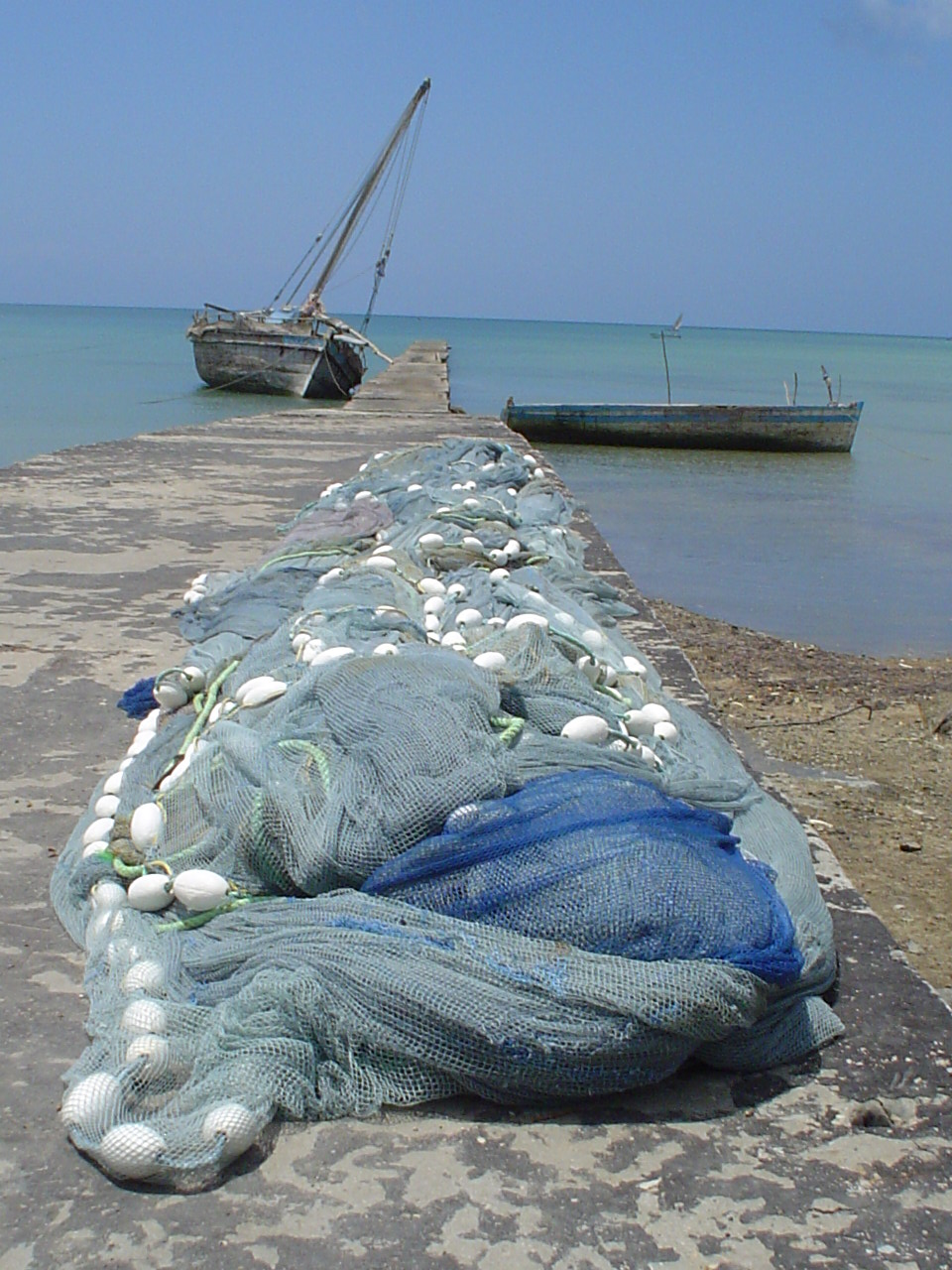
Havenpier in Mkoani.

Ligging van Pemba, Zanzibar en Mafia t.o.v. het vasteland van Tanzania. Mafia behoort niet tot de deelstaat Zanzibar.

De eilanden hebben een eigen president, een eigen regering en een eigen parlement, allemaal gezeteld op Unguja in Zanzibar-stad. Pemba ligt ongeveer 50 kilometer ten noorden van Unguja (Zanzibar) en ongeveer 50 kilometer ten oosten van Tanzania.
Beide eilanden worden wel de Spice-eilanden ("specerijeneilanden") genoemd vanwege de teelt van kruidnagels. Hoewel Unguja (Zanzibar) met name de reputatie van 'spice island' heeft, komt 90% van de kruidnagelen uit Pemba.
Pemba is landschappelijk een mooi eiland: heuvelachtig, groen, zeer vruchtbaar, en omringd door talrijke kleinere eilandjes en koraalriffen. Er wordt naast kruidnagelen ook rijst, koffie en rode bonen (maharagwe) verbouwd. Ook visvangst is een belangrijke bron van inkomsten.
Op het eiland leeft een grote groep Arabieren die hier vanuit Oman naartoe kwamen. Hierdoor is de bevolking een mix van Arabieren en oorspronkelijke Afrikanen. Deze gemengde cultuur heet wel de Swahilicultuur. Vrijwel de gehele bevolking is moslim. De gesproken taal is Swahili. Het eiland staat in het Arabisch bekend als ‘Al Jazeera Al Khadra’ (het groene eiland) en heeft ongeveer 330.000 inwoners. De 'hoofdstad' is Chake-Chake. Twee andere grotere stadjes zijn Wete en Mkoani.
Het toerisme op Pemba staat nog in de kinderschoenen in vergelijking met Unguja (Zanzibar). Er zijn slechts ca. 2 hotels met een internationale standaard. De kustlijn telt maar weinig stranden zoals op Unguja (Zanzibar) maar bestaat overwegend uit mangrovebossen. De duikmogelijkheden in de wateren rond Pemba zijn evenwel veel beter dan op Zanzibar. In Chake-Chake bevindt zich een duikcentrum, dat vnl. wordt bezocht door de meer avontuurlijk ingestelde reizigers.
De geschiedenis van Pemba is zeer verweven met die van het iets grotere Unguja (Zanzibar), maar economisch en politiek is Pemba altijd het achtergebleven broertje gebleven.
Politiek neemt het eiland een speciale plaats in binnen Tanzania, omdat het overgrote deel van de bevolking loyaal is aan de oppositiepartij Civic United Front. Vanwege de daardoor optredende politieke spanningen (zowel met de regering van de deelstaat Zanzibar als met de nationale regering van Tanzania in Dar es Salaam) was het eiland zo'n 20 jaar lang verboden gebied voor buitenlanders, van ca. 1964 tot halverwege de jaren 80. Het werd in die periode in alle opzichten gemarginaliseerd en de resultaten daarvan zijn nog overal zichtbaar in de vorm van grote armoede, analfabetisme, en een onvoorstelbaar slecht wegennet. Allemaal omstandigheden die de groei van de economie ernstig belemmeren. Pas na de democratisering van Tanzania en Zanzibar begin jaren 90 is daar langzaam enige verbetering in gekomen.